# Timeless (album, UVERworld)
Timeless je první album japonské rockové skupiny UVERworld. V Japonsku vyšlo 15. února 2006.

## Seznam skladeb
| Číslo | Jméno                       | Text               | Délka |
| ----- | --------------------------- | ------------------ | ----- |
| 1     | Chance!                     | Takuya∞            | 4:30  |
| 2     | Toki no namida!             | Takuya∞            | 3:44  |
| 3     | Rush                        | Takuya∞, Alice ice | -     |
| 4     | D-Tecnolife                 | Takuya∞            | 3:48  |
| 5     | Yasashisa no Shizuku        | Takuya∞, Alice ice | 5:04  |
| 6     | Ai ta kokoro                | Takuya∞            | 3:16  |
| 7     | Burst                       | Takuya∞, Alice ice | 2:54  |
| 8     | Nitro                       | Takuya∞, Alice ice | 3:34  |
| 9     | Just Melody                 | Takuya∞, Alice ice | 5:04  |
| 10    | Lump of Affection           | Takuya∞, Alice ice | 4:25  |
| 11    | Tobira                      | Takuya∞, Alice ice | 5:29  |
| 12    | SE                          | Uverworld          | 3:10  |
| 13    | D-tecnoLife (Album Version) | Takuya∞            | 4:33  |